# Kan man gifta sig i jeans?
Kan man gifta sig i jeans?, skriven av Lasse Holm och Ingela Forsman, är en sång som Lotta Engberg 1988 framförde på sitt studioalbum 100% . 
Som singeln var den B-sida till Ringar på vatten , men blev ändå en hit, och låg på Svensktoppen 15-29 maj 1988 .
Sångtexten menar att man inte nödvändigtvis behöver vara finklädd då man gifter sig, och skorna kan lika väl ligga kvar på bussen. Det viktiga är enligt texten istället att man älskar den man skall gifta sig med.
En version i Framåt fredag hette "Kan man jobba klädd i jeans?" och handlar om jobb där man måste vara finklädd .